# Eduard Kojnok
Eduard Kojnok (Veľká Suchá, Hrnčiarska Ves, 14 augustus 1933 - Rožňava, 27 oktober 2011) was een Slowaakse rooms-katholieke bisschop van Rožňava.

## Biografie
Eduard Kojnok studeerde als jongeling in Lučenec. Op 19-jarige leeftijd, anno 1952, begon hij te studeren aan het seminarie van Sint-Cyrillus en Methodius in Bratislava.

### Priester
Eduard Kojnok werd op 24 juni 1956 in Bratislava priester gewijd. Hij werd aangesteld als kapelaan in een zeer kleine gemeente: Breznička, en werd spoedig (nog hetzelfde jaar) opgeroepen voor de militaire dienst.
In 1958 werd hij parochievicaris in Smolník. Kort nadien -in 1960- verhuisde hij naar een andere landelijke gemeente: Veľká nad Ipľom. Een jaar later verhuisde hij nogmaals: in 1961 vestigde hij zich in Hodejov en in 1964 terug terug in Smolník. Na een korte opdracht als geestelijke in het seminarie in Bratislava, werd hij in 1968 kapelaan in Hnúšťa (Nusten) en in 1970 in Jaklovce. In 1977 nam hij het parochiebestuur van Dolná Strehová over, en in 1982 deed hij hetzelfde voor Gemerská Poloma.

### Bisschop
Na drie decennia te hebben gediend als kapelaan en pastoor in het communistische Tsjecho-Slowakije -in landelijke en kleine stedelijke parochies- werd hij na de Fluwelen Revolutie, op 14 februari 1990 door paus Johannes Paulus II benoemd als bisschop van het bisdom Rožňava.
De wijding vond plaats op 18 maart 1990 tijdens een plechtigheid waarbij kardinaal Jozef Tomko voorging. Mede-consecrators waren Ján Sokol, aartsbisschop van Trnava en Ján Chryzostom Korec SJ, bisschop van Nitra.
In 2003 ontving hij paus Johannes Paulus II tijdens diens bezoek aan Rožňava. In 2007 richtte Eduard Kojnok in Rožňava een gedenkteken op voor paus Johannes Paulus II. 
Op 27 december 2008 werd bisschop Kojnok ingevolge zijn leeftijd (75 jaar) door paus Benedictus XVI op rust gesteld.

### Overlijden
Eduard Kojnok stierf als bisschop emeritus drie jaar na zijn opruststelling, op 27 oktober 2011. Hij werd begraven in zijn geboorteplaats: Hrnčiarska Ves.

## Eerbetoon
In Veľká Suchá (gehucht van het dorp Hrnčiarska Ves waar hij geboren werd), is aan het parochiehuis een gedenkplaat aangebracht.

## Illustraties
|  |  |